# مبيدات أعشاب فينوكسية
مبيدات الأعشاب الفينوكسية هما عائلتان من المواد الكيميائية التي طُوّرت كمبيدات أعشاب ذات أهمية تجارية، وتستخدم على نطاق واسع في الزراعة، وتشترك مركباتهما في احتوائها على حمض الفينوكسي أسيتيك كحزء من بنيتها الأساسية.

## الأوكسينات
كانت مجموعة الأوكسينات هي أولى المركبات التي أكتشفت من مبيدات الأعشاب الفينوكسية، والتي تعمل عن طريق محاكاة هرمون النمو حمض الإندول أسيتيك، فعند رشها على الحشائش عريضة الأوراق فإنها تحفز نموًا سريعًا غير منضبط أي أن النباتات تنمو حتى الموت. وبالتالي، عند تطبيقها على المحاصيل أحادية الفلقة مثل القمح أو الذرة، فإنها تقتل بشكل انتقائي الحشائش عريضة الأوراق، وتترك المحاصيل دون ان تؤثر فيها نسبيًا.

حمض إندول 3-الأسيتيك
(4-كلورو -2-ميثيل فينوكسي) حمض الأسيتيك
حمض 4،2-ثنائي كلورو فينوكسي الأسيتيك
حمض 2،4،5-ثلاثي كلورو فينوكسي الأسيتيك

أدخلت هذه الفئة من مبيدات الأعشاب في عام 1946، وأصبحت منتشرة على نطاق واسع في الزراعة بحلول منتصف خمسينيات القرن العشرين. كانت أفضل مبيدات الأعشاب الفينوكسية المعروفة هي مركبات (4-كلورو -2-ميثيل فينوكسي) حمض الأسيتيك (MCPA)، وحمض 2،4-ثنائي كلورو فينوكسي الأسيتيك (2,4-دي)، وحمض 2,4,5-ثلاثي كلورو فينوكسي الأسيتيك (2,4,5- تي).

بيعت نظائر كل من هذه المركبات الثلاثة، والتي تحتوي على مجموعة ميثيل إضافية مرتبطة بجانب الحمض الكربوكسيلي، تحت الأسماء التجارية ميكوبروب، وديكلوربروب، وفينوبروب. وتؤدي إضافة مجموعة الميثيل إلى إنشاء مركز كيرالي في هذه الجزيئات، ويوجد النشاط الحيوي فقط في المتصاوغ 2R.

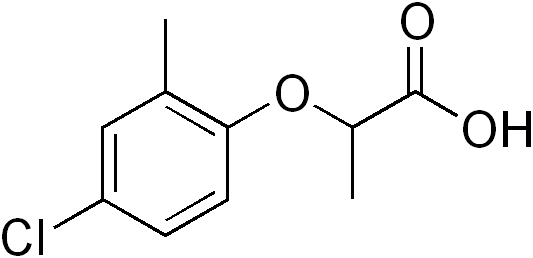
ميكوبروب
ديكلوربروب-(2R)
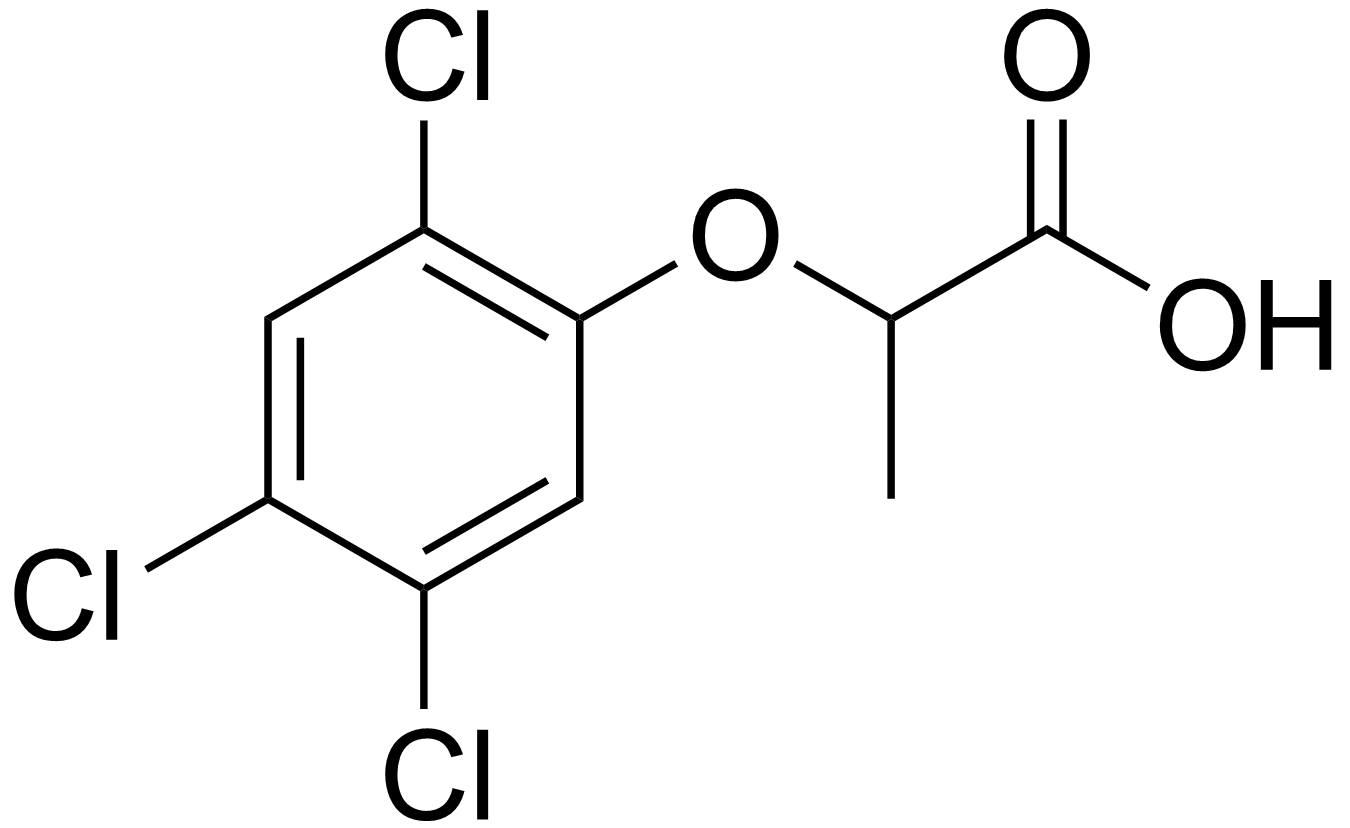
فينوبروب
حمض 4-(2,4-ثنائي كلوروفينوكسي) بوتيريك
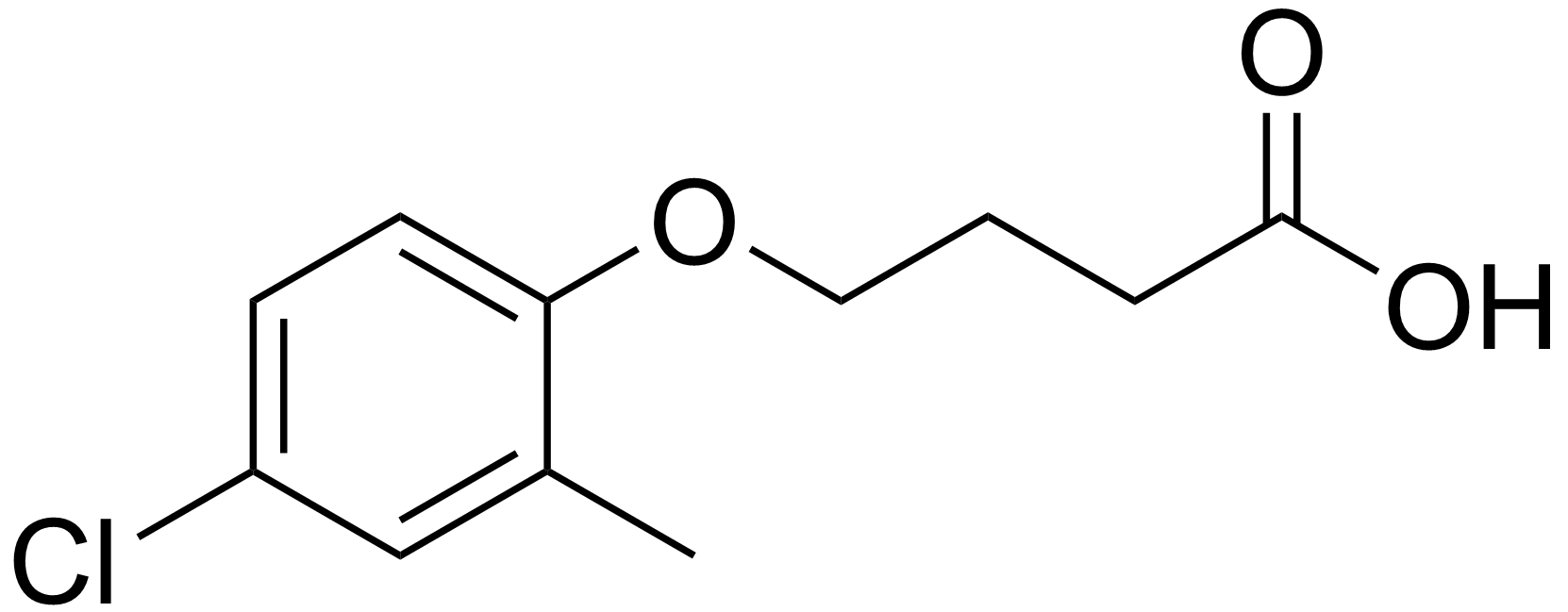
(4-كلورو -2-ميثيل فينوكسي) حمض البوتيريك

تضم هذه المجموعة أيضًا مركبات 4- (2,4-ثنائي كلوروفينوكسي) حمض البوتيريك (2,4-DB) و4- (4-كلورو-2-ميثيل فينوكسي) حمض البوتيريك (MCPB)، والتي تعمل كمبيدات حشرية أولية لحمض 2,4-ثنائي كلورو فينوكسي الأسيتيك و(4-كلورو -2-ميثيل فينوكسي) حمض الأسيتيك على التوالي، أي أنها تتحول في النباتات إلى هذه المكونات النشطة. تحتفظ جميع مبيدات الأعشاب الأوكسينية بنشاطها عند استخدامها كأملاح وإسترات حيث تظل قادرة أيضًا على إنتاج الحمض الأصلي.

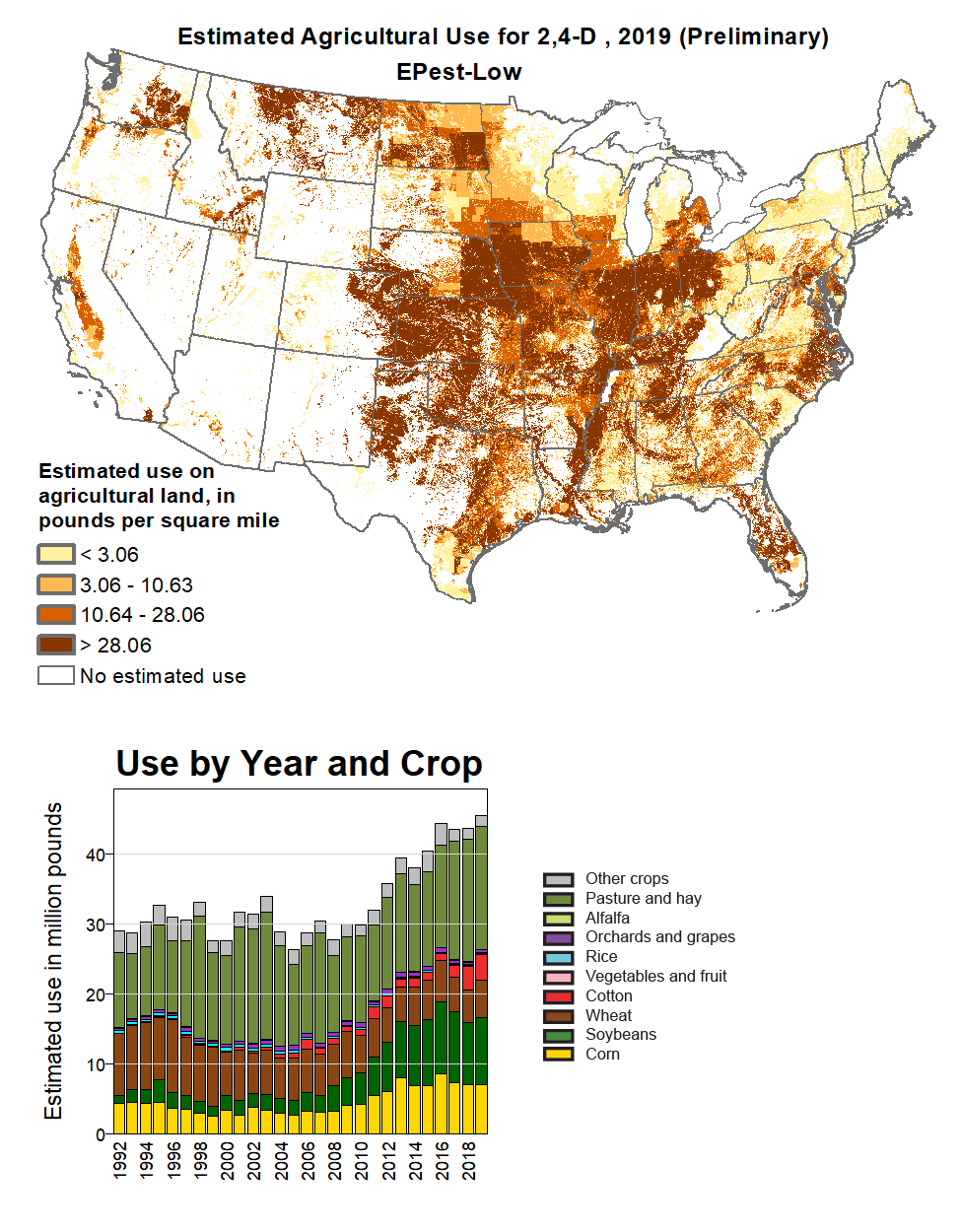
تقديرات هيئة المسح الجيولوجي الأمريكية لاستخدام مبيد حمض 2،4-ثنائي كلورو فينوكسي الأسيتيك حتى عام 2019

قدّرت هيئة المسح الجيولوجي الأمريكية استخدام مبيدات الأعشاب في الزراعة الأمريكية خلال عام 2019، وهو آخر تاريخ تتوفر فيه الأرقام، فكان مركب حمض 2,4-ثنائي كلورو فينوكسي الأسيتيك هو الأكثر استخدامًا من بين مبيدات مجموعة الأوكسينات، حيث استُخدم في ذلك العام نحو 45.000.000 رطلًا (20.000.000 كيلوغرام) من المركب مقارنة بحوالي 2.000.000 رطلًا (910.000 كيلوغرام) من مركب (4-كلورو -2-ميثيل فينوكسي) حمض الأسيتيك، والذي جاء في المرتبة الثانية من بين مبيدات امجموعة الأكثر استخدامًا.
يُعد مركب ديكامبا هو الأوكسين الآخر المستخدم الآن بكميات مماثلة لحمض 2,4-ثنائي كلورو فينوكسي الأسيتيك (2,4-D)، حيث استُخدم منه في عام 2019 حوالي 30,000,000 رطلًا (14,000,000 كيلوغرام). يحتوي مركب ديكامبا على حمض البنزويك بدلاً من حمض الفينوكسي أسيتيك الذي نما استخدامه بسرعة منذ عام 2016 حتى أن المحاصيل المعدلة وراثيًا طُورت لكي تكون مقاومة له.

## مثبطات الأسيتيل كو إيه كربوكسيلاز
كانت شركات الكيماويات الزراعية في سبعينيات القرن العشرين تعمل على تطوير مبيدات أعشاب جديدة لتكون مكملة للأوكسينات. وكان الهدف هو العثور على مواد من شأنها مكافحة الحشائش بشكل انتقائي في المحاصيل عريضة الأوراق مثل القطن وفول الصويا. إلى أن قدمت شركة هويشست في عام 1973 براءات اختراع لفئة جديدة من المركبات هي مركبات أريلوكس فينوكسي البروبيونات، والتي أظهرت مثل هذه الانتقائية وأدت إلى تسويق مبيدات مثل ديكلوفوب. ثم توصّلت شركة إيشيهارا سانغيو كايشا اليابانية بعد ذلك إلى أن نظير الديكلوفوب الذي عُرف باسم كلورازيفوب، والذي استبدل فيه شق الأريلوكسي الموجود في مركب الديكلوفوب بحلقة بيريدين تحتوي على نفس مستبدل الكلور، قد أظهر نشاطًا حيويًا محسنًا.

ديكلوفوب: X = CH, R^{1} = R^{2} = Cl كلورازيفوب X = N, R^{1} = R^{2} = Cl فلوازيفوب X = N, R^{1} = CF_{3}, R^{2} = H هالوكسيفوب X = N, R^{1} = CF_{3}, R^{2} = Cl

أصبح البحث في مجال تطوير مبيدات الأعشاب في ذلك الوقت تنافسيًا للغاية، ففي عام 1977 قدمت شركة إيشيهارا سانغيو كايشا اليابانية، وشركة داو الأمريكية، وشركة إمبريال للصناعات الكيماوية البريطانية جميع براءات الاختراع التي تغطي مجموعة أخرى من نظائر هذه المركبات، والتي حلت فيها مجموعة ثلاثي فلورو ميثيل محل إحدى ذرات الكلور الموجودة في حلقة البيريدين. قامت كل من شركة إيشيهارا سانغيو كايشا، وشركة إمبريال للصناعات الكيماوية في وقت لاحق بترخيص حقوق الملكية الفكرية الخاصة بهما، وبالتسويق لأول مرة لمركب الفلوازيفوب كإستر بوتيل لهذه المركبات في عام 1981 تحت الاسم التجاري فوسيليد، بينما قامت شركة داو بتسويق مركب الهالوكسي فوب كإستر ميثيل لهذه المركبات. تحتوي كل هذه المركبات على مجموعة عطرية إضافية مرتبطة بالأكسجين في الموضع المجاور لحلقة الفينيل مع مجموعة OCH(CH3)COOH وتُعرف هذه الكفئة باسم الفوبات، في إشارة لاحتوائها على شق الفينوكسي فينوكسي الشائع.
تعمل هذه المجموعة من مبيدات الأعشاب عن طريق تثبيط إنزيم الأسيتيل كو إيه كربوكسيلاز، وهي آلية عمل مختلفة تمامًا عن تلك الموجودة في الأكسينات. تنشأ انتقائية هذه المركبات للأعشاب من كونها تستهدف نظير البروتين البلاستيدي للإنزيم الموجود فقط في هذه الأنواع، مما يجعلها غير فعالة في حالة النباتات عريضة الأوراق والكائنات الأخرى مثل الثدييات. عند استخدام إسترات هذه المركبات يؤدي التمثيل الغذائي في النبات المستهدف إلى إنتاج الحمض الأصلي المسؤول عن عمل مبيدات الأعشاب. ويُعد من قبيل المصادفة أن المتصاوغ الهندسي (2R) هو الذي يرتبط بالأسيتيل كو إيه كربوكسيلاز، تمامًا كما أن هذا المتصاوغ مسؤول عن نشاط مركب الديكلوربروب كأكسين.

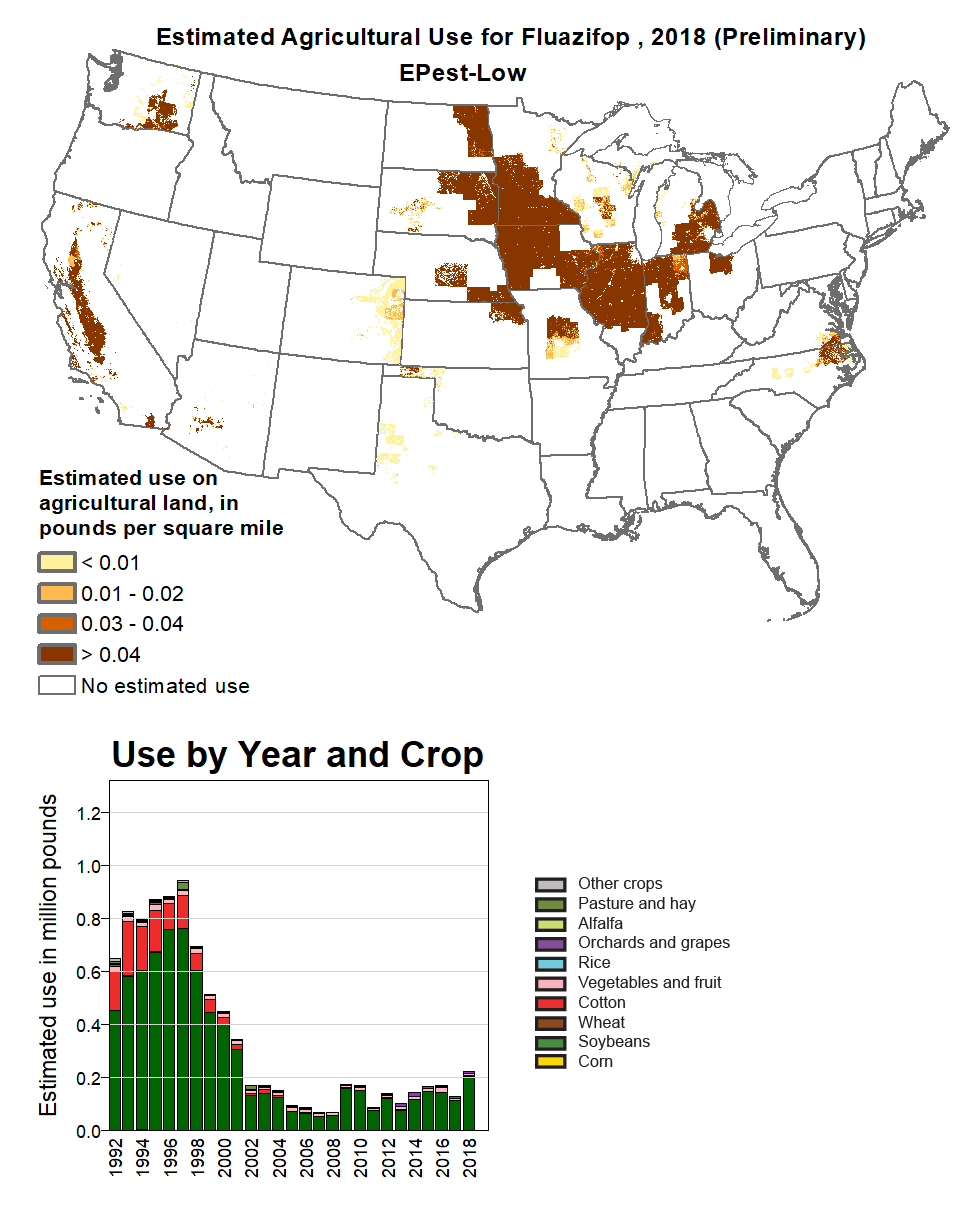
تقديرات هيئة المسح الجيولوجي الأمريكية لاستخدام مبيد الفلوازيفوب حتى عام 2018

مركب إيثيل الفينوكسابروب-P

تنشط أملاح وإسترات هذه الفئة من مبيدات الأعشاب نظرًا لقدرتها على التمثيل الغذائي للحمض الأصلي المقابل. فعلى سبيل المثال، قدمت شركة باير مركب إيثيل الفينوكسابروب-P، وقدمت شركة نيسان كميكال مركب إيثيل الكيزالوفوب-P في عام 1989. ولا يزال مركب بوتيل الفلوازيفوب-P يستخدم بشكل كبير في الولايات المتحدة الأمريكية، حيث استُخدم منه في عام 2018 فقط حوالي 200000 رطلًا (91000 كيلوغرام) كانت كلها تقريبًا في محاصيل فول الصويا. ويشير الحرف "P" في أسماء هذه المواد إلى استخدامها الآن كمصاوغات مرآتية مفردة.